# Station Invergordon
Station Invergordon (Engels: Invergordon railway station) is het spoorwegstation van de Schotse plaats Invergordon. Het station ligt aan de Far North Line en is geopend in 1874.